# Patricia Rosarie Casey
Patricia Rosarie Casey, irska psihijatrica, akademkinja, novinarka, publicistkinja i pro-life aktivistica, kolumnistica Irish Independenta.
Otac joj je bio mjesni vijećnik i poljoprivrednik, a majka medicinska sestra koja je radila u sustavu javnog zdravstva. Zajedno s mlađom sestrom Teery i roditeljima odrasla je na irskom jugu, u grofoviji Cork. Iako katolkinja i istaknuta konzervativka, oženila se barmenom Johnom McGuigganom s kojim dijeli suprotstavljene političke i društvene stavove, no to nije smatrala preprekom za zajednički bračni život.
Studirala je medicinu na Nacionalnom sveučilištu u Corku te 1976. diplomirala na smjeru medicine i kirurgije. Nakon diplome, psihijatrijsku specijalizaciju provodila je u Ujedinjenom Kraljevstvu, između ostalog u bolnici u Nottinghamu i Kraljevskoj bolnici u Edinburghu, gdje je bila predstojnicom psihijatrijskog odjela. Između 1985. i 1991. radila je kao lektorica i savjetnica na Odjelu za psihijatiriju Sveučilišne bolnice u Corku, nakon čega postaje profesorica na Sveučilišnoj bolnici u Dublinu. Specijalistica psihijatrije od 2002. godine.
Pisala je za stručni časopis The Psychiatrist te je autorica nekoliko knjiga iz područja psihijatrije. Područja zanimanja unutar psihijatrije su joj depresija, poremećaji ponašanja i načini sprječavanja samoubojstva. Časopis Dubliner uvrstio ju je u svoj vodič "dobrih liječnika".
Članica je Kraljevske akademije u Irskoj, Kraljevskog zbora psihijatara, Kraljevskog medicinskog društva te Akademskog vijeća Sveučilišta u Dublinu. Pisala je za The Sunday Business Post i Irsih Times te je gostovala u brojnim radijskim i televizijskim emisijama.
Istaknuta je irska pro-life aktivistica, organizatorica i sudionica brojnih rasprava, tribina i konferencija o pitanju pobačaja. Protivi se pobačaju te rješenje problema "neželjene djece" vidi u posvajanju. Protivi se surogatnoj trudnoći i in-vitro oplodnji, čije je utjecaje na majku (trudnicu) proučavala i na psihijatrijskoj razini.
Autorica je i suatorica više stručnih knjiga:
- A Guide to Psychiatry in Primary Care. Wrightson Biomedical Publishing Ltd: 1997. (2. izdanje)
- Psychiatry and the Law. Oak Tree Press: 1998. (suautorica Craven Ciaran)
- Psycho-social treatment of deliberate self-harm. Royal College of Psychiatrists, London: 2006.
- Fishes Clinical Psychopathology.  Gaskelly Publications: 2007. (suautorica Kelly brendan)
- "Personality disorder" in "Psychiatry in primary care". Gaskell Publications: 2007.
- "Bipolar disorder" in "The mind: a users guide". Transworld Publications: 2007.
- Psychiatry in Primary Care. Cambridge University Press: 2011. (4. izdanje)